# Mémorial catholique
Le Mémorial catholique, à l'usage de royalistes devenus ou reconnus libéraux, est un journal créé en janvier 1824 par les abbés Philippe Gerbet et Antoine de Salinis. Hostile aux idées libérales, il est l'héritier de la pensée de Louis de Bonald. Il condamne l'héritage de la Révolution et toute tendance républicaine du régime en place[réf. nécessaire] . Il cesse de paraître en août 1830.

## Ligne éditoriale
À l'origine du projet, Antoine de Salinis, qui est alors aumônier au Lycée Henri IV et son ami Philippe Gerbet qui est second aumônier du même établissement. Leur premier objectif c'est de créer un journal permettant d'aborder les débats de la société en lien avec la religion catholique. Ce thème n'est pas abordé directement dans les journaux politiques. Le journal l'Ami du roi et de la religion aborde des thèmes religieux mais n'allant pas assez loin dans l'étude des sujets. Antoine de Salinis et Philippe Gerbet veulent créer un journal plus important, à l'image de qui existe déjà dans d'autres pays européens .
Le Mémorial catholique s'est fixé comme ligne éditoriale, présentée dans le prospectus précédent le premier numéro : « de faire bien connaître, sous toutes ses faces, l'état actuel de l'esprit humain, en religion, en philosophie, en littérature. Cette connaissance peu commune est d'une importance extrême. Pour agir sur son siècle, il faut l'avoir compris. » et, en second lieu, d'analyser ou réfuter « tous les ouvrages, soit religieux, soit hétérodoxes, qui paraissent en Europe et qui méritent d'être remarqués ».
Les deux fondateurs vont chercher des appuis pour soutenir ce travail. Ils sollicitent le patronage de Félicité de La Mennais, auteur devenu célèbre à la suite de la parution de l'Essai, et qui consent à soutenir leur initiative. Antoine de Salinis est un des principaux relecteur du deuxième volume des Essais et a contribué à formuler et diffuser la doctrine philosophique du « sens commun », développée par l'école mennaisienne, c'est ainsi qu'ils se connaissent.
D'autres personnes érudites participent au projet dès son démarrage : Louis de Bonald, Charles-Louis de Haller, le comte O'Mahony, ainsi qu'une pléiade de jeunes écrivains destinés ensuite à la carrière ecclésiastique ou universitaire : l'abbé Gousset, l'abbé Rohrbacher, l'abbé Doney, l'abbé Guéranger, et également Henri Lacordaire qui y écrit des articles avant d'être prêtre.
Certains écrits ont ensuite été repris. Par exemple, l'abbé Guéranger y soulève la question de l'illégitimité des liturgies particulières en lien avec les intentions des souverains pontifes, dans un souci d'unité avec Rome. Débat qui sera ensuite repris ultérieurement dans les réflexions concernant la restauration de l'ordre des bénédictins, et qui a été évoqué en premier lieu dans ce journal. 
Le journal rencontre une opposition parmi un grand nombre d'évêques, et d'ecclésiastiques distingués. Ils se prononcent avec force contre des doctrines, présentées dans le journal, et qui heurtent la base de ce qui fait l'éducation cléricale. Le journal est accusé « de soutenir des doctrines philosophiques fausses et dangereuses, de propager des nouveautés, de semer le désordre dans les rangs du clergé ». Parmi les opposants, on peut citer l'abbé Michel Armand Claussel de Coussergue, en tant que membre du conseil royal de l'Instruction publique.
Plusieurs évêques donnent cependant leur approbation au contenu éditorial. C'est le cas de Mgr d'Aviau, archevêque de Bordeaux, l'abbé Affre, vicaire général d'Amiens ou encore l'abbé Abeilhé en tant que supérieur du grand séminaire et qui avait été professeur de philosophie d'Antoine de Salinis alors qu'il était au collège d'Aire. Ainsi que d'un grand nombre de sympathisants. 
Un des aspects du journal consiste également à dénoncer l'omniprésence de la philosophie des Lumières dans tout type de littérature publiée. Cela passe par exemple, par la publication dans le journal, de chiffres sur la diffusion de ce qui était qualifié de « mauvais livres », c'est-à-dire des ouvrages tels que ceux de Voltaire, Rousseau, Diderot, Helvetius, d'Holbach qualifiés de livres « irreligieux » et dont la pensée ayant tellement pris le dessus, que tout écrit passait par le prisme de cette philosophie. Les auteurs du journal estiment que la quantité de livres publiés de la philosophie datée du XVIIIe siècle est très importante et non proportionnelle aux livres abordant la religion et la spiritualité.

## Périodicité
Le journal est composé de quatre feuilles imprimées, vers le 15 de chaque mois, à partir du 15 janvier 1824. Le prix de l'abonnement est de 8 fr. pour six mois, de 15 fr. pour l'année (franc de port), et de 20 fr. pour l'étranger. 

## Comité de rédaction
Le bureau du journal est situé à Paris mais l'adresse du comité de rédaction s'adapte et se modifie. Pour les premiers numéros, en 1824, le bureau est situé près de Saint-Sulpice, puisque les deux fondateurs du journal sont des élèves de cette institution. Le bureau se trouve d'abord au 9 rue de Mézières puis au 35 rue Cassette, de 1824 à 1826. Le bureau déménage pour se situer au 70 rue Mazarine en 1827, et finalement, au 5 rue des Beaux-Arts, près la rue de Seine, faubourg Saint-Germain, de 1828 à 1830.
Les principaux rédacteurs sont Félicité Robert de Lamennais et le comte O'Mahony.

## Voir Aussi